# ダニエル・イエボア
ダニエル・イエボア（Daniel Yeboah Tetchi、1984年11月13日 - ）は、コートジボワールの元サッカー選手。元コートジボワール代表。ポジションはゴールキーパー。

## 経歴
2003年にコートジボワール代表デビュー。2004年以降代表での出場は無かったが、2010 FIFAワールドカップのメンバーに選ばれた。アフリカネイションズカップ2012では1試合に出場、チームは準優勝した。翌年のアフリカネイションズカップのメンバーにも選ばれた。サッカーコートジボワール代表として通算13試合に出場した。

## 代表歴

### 出場大会
- コートジボワール代表
  - 2010 FIFAワールドカップ

### 試合数
- 国際Aマッチ 試合 得点（200年-201年）[1]

| コートジボワール代表 | 国際Aマッチ | 国際Aマッチ |
| 年                   | 出場        | 得点        |
| -------------------- | ----------- | ----------- |
| 2003                 | 4           | 0           |
| 2004                 | 0           | 0           |
| 2005                 | 0           | 0           |
| 2006                 | 0           | 0           |
| 2007                 | 0           | 0           |
| 2008                 | 0           | 0           |
| 2009                 | 0           | 0           |
| 2010                 | 4           | 0           |
| 2011                 | 1           | 0           |
| 2012                 | 3           | 0           |
| 2013                 | 1           | 0           |
| 通算                 | 13          | 0           |